# Colletia ulicina
Colletia ulicina là một loài thực vật có hoa trong họ Táo. Loài này được Gillies & Hook. mô tả khoa học đầu tiên năm 1830.